# Verkehrswissenschaften
Verkehrswissenschaften (oder Verkehrswissenschaft, auch Verkehrsforschung) ist ein Sammelbegriff für alle wissenschaftlichen Disziplinen, die sich mit der Erforschung der naturwissenschaftlichen, technischen, technologischen, ökonomischen, soziologischen, juristischen, geographischen, historischen, pädagogischen und psychologischen Gesetzmäßigkeiten des Verkehrswesens befassen.

## Einordnung und Begriff
Die Verkehrswissenschaft kann als Rahmenwissenschaft von Teilgebieten anderer Wissenschaften aufgefasst werden. Diese Teilgebiete bestehen aus relativ selbstständigen, aber inhaltlich eng miteinander verflochtenen Disziplinen und Arbeitsfeldern, die sich weiter gliedern lassen:
- Mobilitätsforschung:
  - Teilgebiete: Verkehrssoziologie, Verkehrsökologie, Verkehrspsychologie, Verkehrspolitik, Verkehrsrecht, Verkehrsgeographie, Verkehrsgeschichte, Verkehrsphysik, Verkehrsmedizin, Verkehrsmeteorologie, Verkehrspädagogik etc.
- Verkehrswirtschaftslehre und Verkehrsbetriebswirtschaftslehre
  - Teilgebiete: Verkehrsstatistik, Raumwirtschaftslehre, Operationsforschung im Verkehr etc.
- Verkehrsbetriebstechnologie oder Verkehrssystemmanagement:
  - Teilgebiete: Verkehrsplanung, Verkehrsingenieurwesen, Transportlogistik etc.

- Verkehrstechnik:
  - Teilgebiete: Fahrzeugbau, Verkehrsbauwesen, Verkehrstelematik etc.

Einige Disziplinen lassen sich nach Verkehrsträgern (Straßen-, Schienen-, Luft- und Schiffsverkehr) weiter unterteilen.
In der Fachwelt besteht keine Einigkeit, ob es eine eigene Verkehrswissenschaft überhaupt gibt, denn die oben genannten Disziplinen sind ihrerseits Bestandteil großer Wissenschaftsbereiche. Außerdem ist unklar, ob es sich um eine einzige Verkehrswissenschaft oder um mehrere Verkehrswissenschaften handelt. Insbesondere die Volkswirtschaftslehre betrachtet traditionell eine einzige Verkehrswissenschaft (gemeint ist dabei die Verkehrswirtschaftslehre). Daneben wird auch die Ansicht vertreten, dass die Verkehrsströmungslehre (traffic science, vgl. Verkehrsphysik) eine eigene Verkehrswissenschaft bildet – unabhängig von soziologischen, ökonomischen, technologischen oder technischen Randbedingungen.

## Geschichte
Voraussetzung für die Entstehung der Verkehrswissenschaften war die Herausbildung des Verkehrswesens sowie die entsprechende Profilierung der Wissenschaften. Dies war in der Mitte des 20. Jahrhunderts erfüllt. Bis dahin fand die wissenschaftliche Behandlung des Forschungsgegenstands „Verkehr“ in den Disziplinen Nationalökonomie oder dem bis dahin noch nicht weiter ausdifferenzierten Ingenieurwesen statt. Außerdem kam es zu einer verkehrsträgerspezifischen wissenschaftlichen Entwicklung.
- Mitte des 15. Jahrhunderts: Angeblich Gründung einer Marineakademie in Sagres (Portugal) durch Heinrich den Seefahrer,
- 1747 Gründung der Akademie für Straßen- und Brückenbau, Paris (Ecole nationale des Ponts et Chaussées),
- 1806 Gründung eines Ingenieurcorps für Wasser- und Landverkehr in St. Petersburg, Russland (später Verkehrshochschule),
- 1896 Gründung der späteren Eisenbahnuniversität Moskau.

Mit der Entfaltung des heute bekannten Verkehrswesens mit seiner politischen, wirtschaftlichen und technischen Bedeutung kam es zu einer übergreifenden wissenschaftlichen Betrachtung der verschiedenen Aspekte von Mobilität und Verkehr und damit zur Entstehung der Verkehrswissenschaft(en). Bedeutende Verkehrswissenschaftler in dieser Entwicklung waren in Deutschland u. a. Friedrich List (1789–1846), Emil Sax (1845–1927), Richard van der Borght (1861–1926), Wilhelm Launhardt (1832–1918), Kurt Wiedenfeld (1871–1955), Richard Hennig (1874–1951), Ernst Esch (1881–1945), Anton Felix Napp-Zinn (1899–1965), Carl Pirath (1884–1955), Gerhart Potthoff (1908–1989), Fritz Voigt (1910–1993).
An verschiedenen Einrichtungen wurde/wird dieses Querschnittsgebiet wissenschaftlich behandelt, so z. B. an Hochschulen sowie weiteren Forschungseinrichtungen (Fraunhofer-Gesellschaft, Deutsches Zentrum für Luft- und Raumfahrt) und wissenschaftlichen Trägern (Deutsche Verkehrswissenschaftliche Gesellschaft).
Eine Besonderheit im deutschsprachigen Raum stellte in diesem Zusammenhang die Hochschule für Verkehrswesen „Friedrich List“ Dresden dar, an der zwischen 1952 und 1992 alle Verkehrszweige wissenschaftlich behandelt wurden. Die ehemalige Verkehrshochschule wurde am 1. Oktober 1992 als Fakultät Verkehrswissenschaften „Friedrich List“ in die Technische Universität Dresden eingegliedert. Weitere verkehrswissenschaftliche Fachrichtungen von Universitäten sind an der TU Berlin und der TU Braunschweig eingerichtet. Im Bereich der Verkehrswirtschaft existiert an der Hochschule Heilbronn die Fakultät „Wirtschaft 1 - Wirtschaft und Verkehr“. Daneben gibt es weitere vereinzelte Lehrstühle und Institute an Universitäten und Hochschulen in Deutschland, die in den Verkehrswissenschaften tätig sind.

## Deutsche Hochschulen mit verkehrswissenschaftlichen Studiengängen

### Fakultäten
- TU Berlin (Fakultät V Verkehrs- und Maschinensysteme)
- TU Dresden (Fakultät Verkehrswissenschaften „Friedrich List“)
- Hochschule Heilbronn (Fakultät für Wirtschaft und Verkehr)

### Institute
- RWTH Aachen (Institut für Stadtbauwesen und Stadtverkehr; Verkehrswissenschaftliches Institut, Institut für Straßenwesen)
- TU Braunschweig (Institut für Verkehr und Straßenwesen)
- Hochschule Bremen (Institute for Transport and Development)
- TU Darmstadt (Institut für Verkehr)
- TU Dortmund (Fachgebiet Verkehrswesen und Verkehrsplanung)
- Universität Duisburg-Essen (Zentrum für Logistik und Verkehr)
- FH Erfurt (Fachbereich für Verkehrs- und Transportwesen)
- Universität Freiburg (Institut für Verkehrswissenschaft und Regionalpolitik)
- TU Hamburg (Institut für Verkehrsplanung und Logistik)
- Universität Hannover (Institut für Verkehrswesen, Eisenbahnbau und -betrieb)
- RPTU Kaiserslautern-Landau (Institut für Verkehr und Mobilität)[2]
- Karlsruher Institut für Technologie (Institut für Verkehrswesen)
- Universität Kassel (Institut für Verkehrswesen)
- TU München (Institut für Verkehrswesen)
- Universität Münster (Institut für Verkehrswissenschaft)
- FH Recklinghausen (Institut für Mobilität und Verkehr; „MoVe“)
- Universität Rostock (Ostseeinstitut für Marketing, Verkehr und Tourismus)
- Universität Stuttgart (Institut für Eisenbahn- und Verkehrswesen)
- FH Wolfenbüttel (Abteilung Verkehr)
- FH Worms (Fachbereich Touristik/Verkehrswesen)
- Bergische Universität Wuppertal (Fachzentrum Mobilität und Verkehr)

### Einzelne Lehrstühle
- Ruhr-Universität Bochum (Lehrstuhl für Verkehrswesen)
- TU Cottbus (Lehrstuhl für Eisenbahn und Straßenwesen)
- Universität der Bundeswehr München (Lehrstuhl für Verkehrswesen und spurgebundene Systeme)
- Bauhaus-Universität Weimar (Professur für Verkehrsplanung und Verkehrstechnik)
- Universität Duisburg-Essen (Lehrstuhl für Transportsysteme und -logistik)
- WHU – Otto Beisheim School of Management (Mercator Stiftungslehrstuhl für Demand Management & Sustainable Transport)

### Studiengänge für Verkehrssysteme
- Verkehrsingenieurwesen